# 崖州地黄连
崖州地黄连（学名：Munronia simplicifolia），为楝科地黄连属下的一个植物种。